# Microtatorchis hosokawae
Microtatorchis hosokawae är en orkidéart som beskrevs av Noriaki Fukuyama. Microtatorchis hosokawae ingår i släktet Microtatorchis och familjen orkidéer. Inga underarter finns listade i Catalogue of Life.